# أندريه رينولدز الثاني
أندريه رينولدز الثاني (بالإنجليزية: Andre Reynolds II)‏ هو لاعب كرة قدم أمريكي في مركز الدفاع، ولد في 2001 في شيكاغو في الولايات المتحدة. لعب مع شيكاغو فاير.

## وصلات خارجية
- أندريه رينولدز الثاني على موقع الدوري الأمريكي (الإنجليزية)
- أندريه رينولدز الثاني على موقع قاعدة بيانات كرة القدم.إي يو (الإنجليزية)
- أندريه رينولدز الثاني على موقع Soccerway.com (الإنجليزية)